# 影片中照到了GP
影片中照到了GP（日语：映っちゃった映像GP；）是日本富士電視台2015年1月27日開始不定期播送的綜藝節目。

## 簡介
此節目主要是以靈異、UFO、「UMA（未確認動物）、都市傳説為主的綜藝節目。

## 放送日程
※放送日期與時間以日本標準時間為準。收視率是以Video Research以關東地區調查的數據。
| 回數  | 播送日        | 播送時間      | 嘉賓 | 備註 |
| ----- | ------------- | ------------- | ---- | ---- |
| 第1回 | 2015年1月27日 | 19:00 - 20:54 |      |      |
| 第2回 | 2015年6月16日 | 19:00 - 20:54 |      |      |
| 第3回 | 2015年11月1日 | 19:00 - 21:54 |      |      |
| 第4回 | 2016年4月9日  | 18:30 - 20:54 |      |      |

## 外部連結
- 影片中照到了GP 官網 （页面存档备份，存于）